# Musée d'Art contemporain de Rome
Le musée d'Art contemporain de Rome, ou MACRo (Museo di Arte contemporanea di Roma), est un musée municipal d'art contemporain situé près de porta Pia dans le quartier Salario à Rome.

## Historique
Héritier de la Galleria Comunale d’Arte Moderna e Contemporanea (galerie municipale d'Art moderne et contemporain de Rome) fondée en 1925, le projet du MACRo a débuté à la fin des années 1990, avec la volonté de créer dans le quartier Nomentano du Municipio III, situé au nord-est de Rome, un musée entièrement consacré à l'art contemporain le plus actuel, sur le site des anciennes usines de bière Peroni. Après une première phase de reconversion industrielle et de restructuration du site qui a permis l'ouverture de six salles en septembre 1999, le musée principal du MACRo a été inauguré officiellement le 11 octobre 2002.
Le musée comporte également une annexe ouverte en 2003 et intitulée MACRo Future. Elle est composée de deux pavillons réaménagés de 1 000 m2 chacun dans d'anciens abattoirs de la ville, appelés Mattatoio, dans le quartier de Testaccio. Cette annexe présente des expositions temporaires de jeunes artistes internationaux en devenir.
De juillet 2004 à juin 2010, une importante extension a été construite via Nizza et via Cagliari près de la Porta Pia pour pouvoir présenter l'ensemble des collections permanentes et proposer au public d'assister à des conférences dans un auditorium de 200 places. Le coût des travaux s'est élevé à 22 millions d'euros. Ces aménagements ont également été confiés à l'architecte française Odile Decq et la pré-inauguration du nouvel espace de 12 000 m2 réalisée le 28 mai 2010, en même temps que celle du MAXXI, avant une ouverture définitive au public à l'automne 2010.

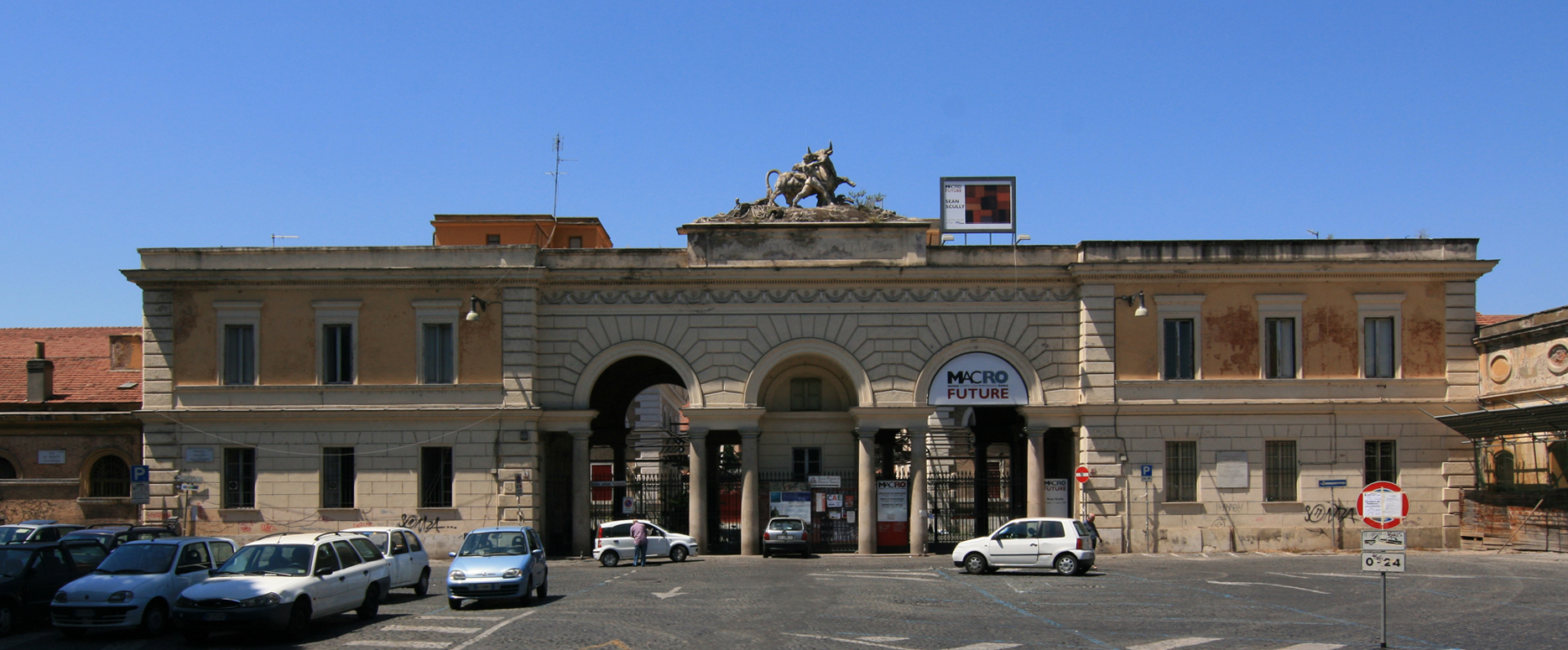
Le MACRo Future à Testaccio.

## Collections et expositions
Les collections du MACRo sont principalement constituées d'œuvres d'artistes italiens de renommée internationale qui se sont révélés depuis les années 1960. Les expositions, principalement centrées sur les artistes italiens, s'ouvrent régulièrement à des artistes émergeant de la scène internationale.

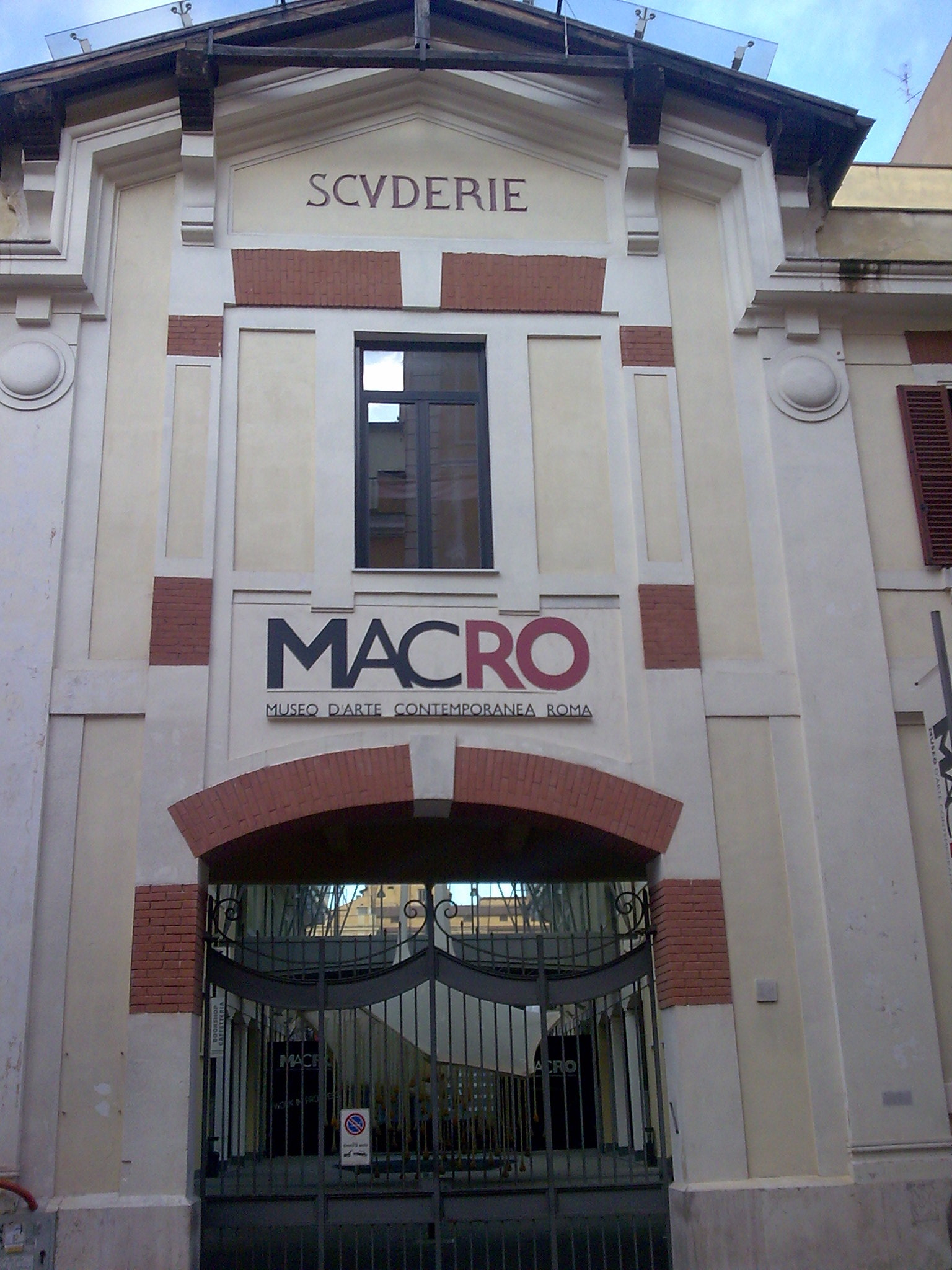
Entrée du MACRo.

## Accès
L'accès au musée principal est sur la via Nizza (à l'angle avec la via Cagliari). Le MACRo Testaccio, se trouve Piazza Orazio Giustiniani, dans le quartier Testaccio.